# Trần Đình Nam
Trần Đình Nam (1896 - 1974) là bác sĩ y khoa, chính khách Việt Nam. Ông từng giữ chức Bộ trưởng Bộ Nội vụ trong Nội các Trần Trọng Kim (1945).
 

## Cuộc đời và sự nghiệp
Ông sinh năm Ất Mùi (1896) tại tỉnh Quảng Nam trong một gia đình khoa bảng truyền thống. Nguyên quán ông ở huyện Yên Thành, tỉnh Nghệ An. Cha ông là Đốc học Quảng Ngãi Trần Đình Phong, hiệu là Mã Sơn, là một danh sĩ có tiếng đương thời.
Thời thơ ấu, ông học ở Quảng Nam, Huế, rồi tốt nghiệp Trường y sĩ Đông Dương ở Hà Nội.
Sau khi ra trường, ông làm việc cho các bệnh viện tại Phan Thiết, Huế và tham gia các phong trào yêu nước ở miền Trung. Ông đã giữ chức Thị trưởng Thành phố Đà Nẵng trong thời gian ngắn những năm 40.
Sau khi Nhật đảo chính Pháp ở Đông Dương ngày 9 tháng 3 năm 1945, ông được mời chính phủ Trần Trọng Kim và giữ chức Bộ trưởng Nội vụ một thời gian ngắn cho đến khi Cách mạng tháng 8 nổ ra. Trong nội các Đế quốc Việt Nam lúc đó thì ông cùng với Bộ trưởng Y tế Hồ Tá Khanh là người có xu hướng ủng hộ Việt Minh và đề xuất Bảo Đại trao chính quyền cho Việt Minh.
Khi Kháng chiến chống Pháp bùng nổ, ông tham gia lực lượng kháng chiến và làm bác sĩ tại Bệnh viện dân y tỉnh Quảng Nam.
Sau Hiệp định Genève 1954, ông ở lại miền Nam và sống cuộc đời trong sạch ở Đà Nẵng. Ông giữ chức Niên trưởng Giám sát viện khi cơ quan này được thành lập trong thời Đệ Nhị Cộng hòa.
Năm 1964, ông được mời tham gia Thượng Hội đồng Quốc gia. Tuy nhiên, chỉ sau 3 tháng, Thượng hội đồng bị giải tán, ông trở về đời sống dân sự. 
Trong cuộc bầu cử năm 1967, ông đã từ chối đề nghị tham gia liên danh với ông Trần Văn Hương ứng cử vào chức vụ Phó Tổng thống.
Ông qua đời năm 1974 tại Đà Nẵng, thọ 78 tuổi.

## Tác phẩm
Ngoài công việc là một bác sĩ, Trần Đình Nam là tác giả một số sách về y học. Ông cũng cộng tác với nhà sách Quan Hải tùng thư của Đào Duy Anh tại Huế viết sách khoa học tự nhiên và xã hội. Các tác phẩm:
- Việt Nam văn hoá sử cương (1938)
- Khổng giáo phê bình tiểu luận (1943)